# تامس بارو
تامس بارو(به انگلیسی: Thomas Burrow)(زادهٔ ۲۹ ژوئن ۱۹۰۹-مرگ ۸ ژوئن ۱۹۸۶) هندشناس بریتانیایی بود. وی میان سال‌های ۱۹۴۴ تا ۱۹۷۶ استاد سانسکریت دانشگاه آکسفورد بود. 
او -که زادهٔ لنکاشایر بود- هنگامی که در دانشگاه کمبریج دورهٔ کالج را می‌گذراند به سانسکریت دلبسته شد و به زبان‌شناسی تطبیقی گرایش یافت.

## اثرها
- واژه‌نامه ریشه‌شناسانهٔ دراویدی، ۱۹۶۶
- زبان سانسکریت، ۱۹۶۵
- واژه‌شناسی تطبیقی گویش‌های گوندی، جامعهٔ آسیایی، ۱۹۶۰